# Mary Mills
Pour les articles homonymes, voir Mills.
Mary Mills, née le 19 janvier 1940 à Laurel (États-Unis), est une golfeuse professionnelle américaine.
Elle y est l'une des meilleures golfeuses du circuit dans les années 1960 et 1970 remportant trois tournois majeurs - l'Open américain en 1963 et le Championnat de la LPGA en 1934 et 1973. Elle compte au total neuf victoires professionnelles, toutes sur le circuit LPGA. 

## Palmarès

### Victoires professionnelles
| N° | Date       | Circuit principal | Tournoi                | Score           | Par | Marge   | Finaliste                  |
| -- | ---------- | ----------------- | ---------------------- | --------------- | --- | ------- | -------------------------- |
|    | 20/08/1963 | LPGA              | Open américain         | 71-70-75-73=289 | - 3 | 3 coups | Sandra Haynie Louise Suggs |
|    | 04/10/1964 | LPGA              | Championnat de la LPGA | 68-69-72-69=278 | - 6 | 2 coups | Mickey Wright              |
|    | 10/06/1973 | LPGA              | Championnat de la LPGA | 73-73-72-70=288 | - 4 | 1 coup  | Betty Burfeindt            |